# U-17-Fußball-Südamerikameisterschaft 2013
Die U-17-Fußball-Südamerikameisterschaft 2013 fand vom 2. April 2013 bis zum 28. April 2013 in Argentinien statt.
Die vier nach Abschluss des Turniers bestplatzierten Auswahlmannschaften qualifizierten sich für die U-17-Weltmeisterschaft 2013 in den Vereinigten Arabischen Emiraten.
Ausgetragen wurden die Begegnungen zur Ermittlung des Turniersiegers in den Städten San Luis und Mendoza. Gespielt wurde in zwei Fünfer-Gruppen und einer anschließend ebenfalls im Gruppenmodus ausgetragenen Finalphase mit sechs Mannschaften. Es nahmen am Turnier die Nationalmannschaften Argentiniens, Boliviens, Brasiliens, Chiles, Ecuadors, Kolumbiens, Paraguays, Perus, Uruguays und Venezuelas teil. Aus der Veranstaltung ging die U-17 Argentiniens als Sieger hervor. Die Plätze zwei bis vier belegten die Nationalteams aus Venezuela, Brasilien und Uruguay. Torschützenkönig des Turniers war mit acht erzielten Treffern der Uruguayer Franco Acosta.

## Spielorte
Die Partien der U17-Südamerikameisterschaft fanden in drei Stadien statt.
- Estadio Malvinas Argentinas – Mendoza – 40.268 Plätze (Gruppe B)
- Estadio Provincial Juan Gilberto Funes – San Luis – 15.000 Plätze (Gruppe A und Finalrunde)

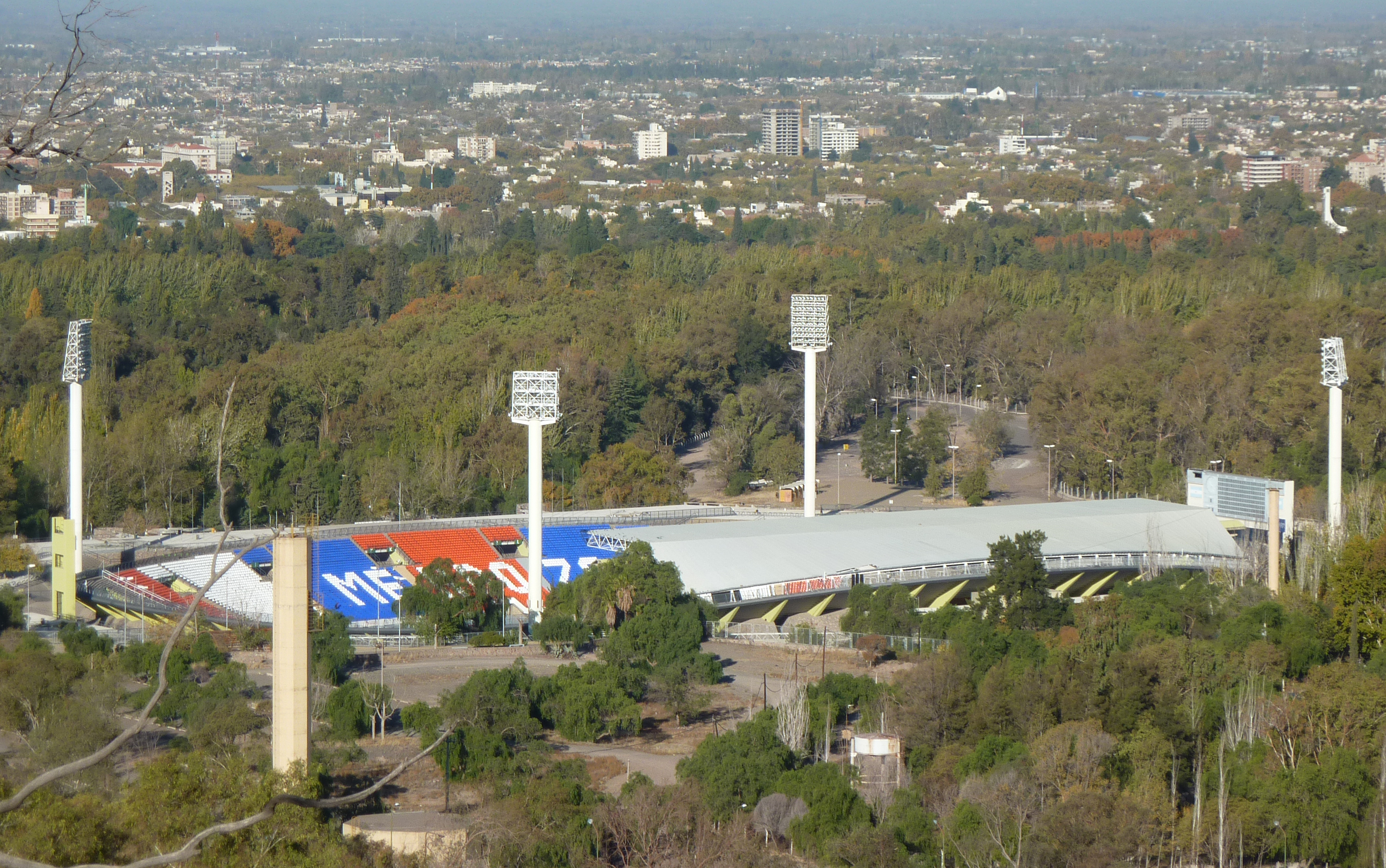
Estadio Malvinas Argentinas

## Schiedsrichter
| - Germán Delfino - Silvio Trucco - José Jordán - Péricles Cortez - Paulo César de Oliveira | - Julio Bascuñán - Carlos Ulloa - Adrián Vélez - Roddy Zambrano - Ulises Mereles | - Diego Haro - Fernando Falce - José Argote - Marlon Escalante |

## Modus
Gespielt wurde in zwei Fünfer-Gruppen und einer anschließend ebenfalls im Gruppenmodus ausgetragenen Finalphase mit sechs Mannschaften.
Es nahmen am Turnier die Nationalmannschaften Argentiniens, Boliviens, Brasiliens, Chiles, Ecuadors, Kolumbiens, Paraguays, Perus, Uruguays und Venezuelas teil.

## Gruppenphase

### Gruppe A
| Pl.                             | Land        | Sp. | S | U | N | Tore    | Diff. | Punkte |
| ------------------------------- | ----------- | --- | - | - | - | ------- | ----- | ------ |
| 1.                              | Paraguay    | 4   | 2 | 2 | 0 | 007:200 | +5    | 08     |
| 2.                              | Argentinien | 4   | 2 | 0 | 2 | 007:700 | ±0    | 06     |
| 3.                              | Venezuela   | 4   | 1 | 2 | 1 | 001:300 | −2    | 05     |
| 4.                              | Ecuador     | 4   | 1 | 1 | 2 | 002:400 | −2    | 04     |
| 5.                              | Kolumbien   | 4   | 0 | 3 | 1 | 003:400 | −1    | 03     |
| Qualifiziert für die Finalrunde |             |     |   |   |   |         |       |        |

|                                                 |   |           |           |
| 2.4. in Estadio Provincial Juan Gilberto Funes  |   |           |           |
| Paraguay                                        | – | Kolumbien | 1:1 (0:0) |
| Argentinien                                     | – | Ecuador   | 0:2 (0:1) |
| 4.4. in Estadio Provincial Juan Gilberto Funes  |   |           |           |
| Ecuador                                         | – | Venezuela | 0:1 (0:1) |
| Argentinien                                     | – | Paraguay  | 1:3 (1:2) |
| 6.4. in Estadio Provincial Juan Gilberto Funes  |   |           |           |
| Argentinien                                     | – | Venezuela | 3:0 (2:0) |
| Ecuador                                         | – | Kolumbien | 0:0       |
| 8.4. in Estadio Provincial Juan Gilberto Funes  |   |           |           |
| Paraguay                                        | – | Ecuador   | 3:0 (0:0) |
| Kolumbien                                       | – | Venezuela | 0:0       |
| 10.4. in Estadio Provincial Juan Gilberto Funes |   |           |           |
| Paraguay                                        | – | Venezuela | 0:0       |
| Argentinien                                     | – | Kolumbien | 3:2 (2:0) |

### Gruppe B
| Pl.                             | Land      | Sp. | S | U | N | Tore    | Diff. | Punkte |
| ------------------------------- | --------- | --- | - | - | - | ------- | ----- | ------ |
| 1.                              | Brasilien | 4   | 3 | 1 | 0 | 008:200 | +6    | 10     |
| 2.                              | Uruguay   | 4   | 2 | 2 | 0 | 009:300 | +6    | 08     |
| 3.                              | Peru      | 4   | 1 | 1 | 2 | 002:600 | −4    | 04     |
| 4.                              | Chile     | 4   | 0 | 3 | 1 | 003:400 | −1    | 03     |
| 5.                              | Bolivien  | 4   | 0 | 1 | 3 | 003:100 | −7    | 01     |
| Qualifiziert für die Finalrunde |           |     |   |   |   |         |       |        |

|                                      |   |          |           |
| 3.4. in Estadio Malvinas Argentinas  |   |          |           |
| Uruguay                              | – | Peru     | 2:0 (1:0) |
| Brasilien                            | – | Chile    | 1:0 (1:0) |
| 5.4. in Estadio Malvinas Argentinas  |   |          |           |
| Chile                                | – | Bolivien | 1:1 (0:0) |
| Brasilien                            | – | Uruguay  | 1:1 (0:1) |
| 7.4. in Estadio Malvinas Argentinas  |   |          |           |
| Uruguay                              | – | Chile    | 1:1 (1:1) |
| Peru                                 | – | Bolivien | 1:0 (0:0) |
| 9.4. in Estadio Malvinas Argentinas  |   |          |           |
| Chile                                | – | Peru     | 1:1 (0:0) |
| Brasilien                            | – | Bolivien | 3:1 (0:1) |
| 11.4. in Estadio Malvinas Argentinas |   |          |           |
| Uruguay                              | – | Bolivien | 5:1 (3:0) |
| Brasilien                            | – | Peru     | 3:0 (1:0) |

## Finalrunde
| Pl.                                                                                            | Land        | Sp. | S | U | N | Tore    | Diff. | Punkte |
| ---------------------------------------------------------------------------------------------- | ----------- | --- | - | - | - | ------- | ----- | ------ |
| 1.                                                                                             | Argentinien | 5   | 2 | 3 | 0 | 010:600 | +4    | 09     |
| 2.                                                                                             | Venezuela   | 5   | 2 | 3 | 0 | 007:500 | +2    | 09     |
| 3.                                                                                             | Brasilien   | 5   | 2 | 3 | 0 | 006:400 | +2    | 09     |
| 4.                                                                                             | Uruguay     | 5   | 2 | 2 | 1 | 011:900 | +2    | 08     |
| 5.                                                                                             | Paraguay    | 5   | 1 | 1 | 3 | 007:100 | −3    | 04     |
| 6.                                                                                             | Peru        | 5   | 0 | 0 | 5 | 006:130 | −7    | 0      |
| U-17-Südamerikameister und qualifiziert für die U-17-WM 2013 Qualifiziert für die U-17-WM 2013 |             |     |   |   |   |         |       |        |

|                                                 |   |             |           |
| 14.4. in Estadio Provincial Juan Gilberto Funes |   |             |           |
| Brasilien                                       | – | Uruguay     | 1:0 (1:0) |
| Paraguay                                        | – | Venezuela   | 0:1 (0:0) |
| Argentinien                                     | – | Peru        | 2:0 (1:0) |
| 17.4. in Estadio Provincial Juan Gilberto Funes |   |             |           |
| Paraguay                                        | – | Peru        | 3:1 (0:0) |
| Brasilien                                       | – | Venezuela   | 1:1 (1:0) |
| Argentinien                                     | – | Uruguay     | 3:3 (2:1) |
| 21.4. in Estadio Provincial Juan Gilberto Funes |   |             |           |
| Venezuela                                       | – | Peru        | 2:1 (0:1) |
| Paraguay                                        | – | Uruguay     | 1:3 (0:3) |
| Brasilien                                       | – | Argentinien | 0:0       |
| 24.4. in Estadio Provincial Juan Gilberto Funes |   |             |           |
| Venezuela                                       | – | Uruguay     | 1:1 (0:1) |
| Brasilien                                       | – | Peru        | 2:1 (0:0) |
| Paraguay                                        | – | Argentinien | 1:3 (0:3) |
| 28.4. in Estadio Provincial Juan Gilberto Funes |   |             |           |
| Paraguay                                        | – | Brasilien   | 2:2 (1:1) |
| Uruguay                                         | – | Peru        | 4:3 (3:1) |
| Argentinien                                     | – | Venezuela   | 2:2 (1:1) |